# عنکبوت‌های گوشه‌نشین
عنکبوت‌های گوشه‌نشین (نام علمی: Sicariidae) نام یک تیره از راسته عنکبوت است.